# Palazzo Rota-Suardi
Il Palazzo Rota poi Suardi si trova in piazza Mercato delle Scarpe nella parte alta della città di Bergamo ed è dal 1887 stazione di arrivo della funicolare che partendo da via Vittorio Emanuele II collega le due parti cittadine, quella bassa a quella alta.

## Storia
Il palazzo si affaccia su una delle più antiche piazze cittadine citata già nel 1263 da Mosè del Brolo nella sua opera letteraria Liber Pergaminus. In documenti successivi viene indicata come sede della Domus Calegariorum e del Paratico dei Beccai, mentre un atto che determina i confini della vicinia di San Cassiano riporta: per ipsum mercatum usque ad cantonum domus Clegariorum et Becariorum quandam et modo est domus hantationis heredum domini Guidi de Suardis quam fecit levari super ipso mercato. Il grande poeta Francesco Petrarca avrebbe visitato le attività commerciali che si trovavano nella parte inferiore del palazzo quando venne a Bergamo a trovare il suo amico e orafo Enrico Capra. I locali ospitarono compravalute e botteghe di argentieri per questo per questo il portico veniva chiamato anche “portico dei fabbri” o “portico degli orefici” con la presenza dei discendenti della famiglia di Ughetto Lorenzoni di Vertova.

### La committenza

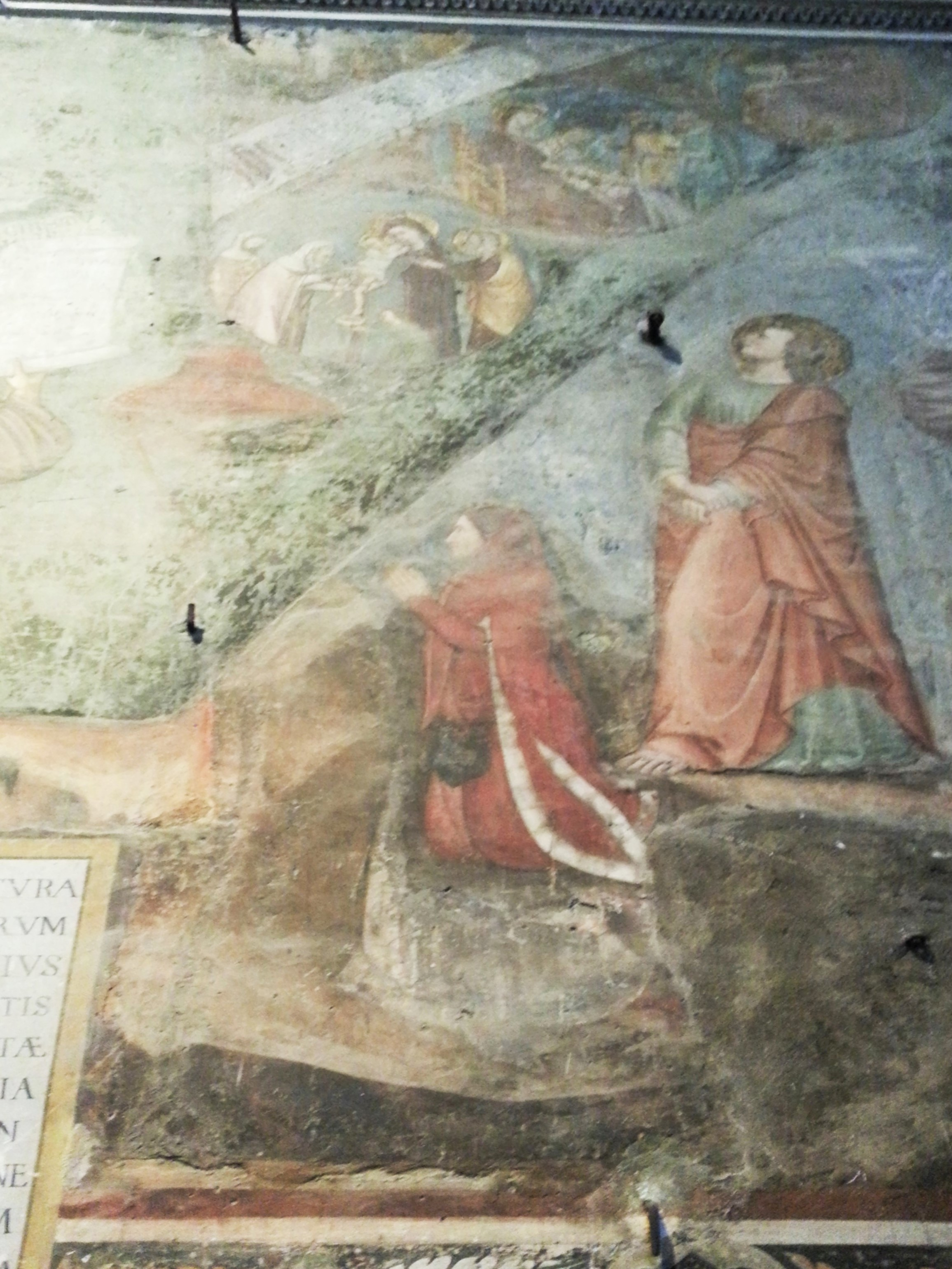
Albero della Vita - particolare di Guido Suardi

Guido Suardi o meglio Guidino de' Suardi era il figlio primogenito del conte palatino di Bergamo Teutaldo, titolo che gli era stato conferito a Trento da Ludovico il Bavaro per sé e suoi eredi il 20 gennaio 1330. Questi ebbe dalla moglie Caterina - non se ne conosce il casato - sei figli. Due di questi Giacomo e Guido mantennero il titolo paterno, Guglielmo detto Minolo e Romelio detto Mazolo ricevettero la nomina di Milites imperialis, mentre Giovanni e Simone quella di Legum doctors.. 

Guido era sposato con Tomasina figlia di Maffeo Foresti- o Matteo - anche questi investito del titolo di conte a Trento ma di Brescia.
Il titolo di palatino concedeva importanti funzioni giuridiche, con diritto di proclamazione pubbliche, per questo motivo Guido de' Suardi, che aveva commissionato dopo il 1340 l'edificio, aveva fatto realizzare anche il balconcino. Il personaggio si fece immortalare, facendo affrescare la sua immagine sullo stemma, inoltre la sua raffigurazione è visibile sull'affresco dell'Albero della Vita di cui era committente, presente nella basilica mariana cittadina.
L'affresco posto sopra l'apertura centrale propone la sua immagine avvolta in un cartiglio riportante la scritta: VIM VI REPELLERE LICET (è lecito reprimere la forza con la forza), l'aquila nera imperiale in campo giallo e un leone rampante in campo rosso. Il palazzo passò poi alla famiglia Rota.
Guidino Suardi si schierò con i Visconti contri i veneziani che volevano conquistare Bergamo, per questo i beni della famiglia furono sequestrati e il ricavano venne usato dai veneziani per pagare le armi a chi difendeva la città lagunare. Per questo nel 1443 la casa fu assegnata ad Antonello fu Giovanni di Costa di Serina conosciuto come Antonello da Bergamo che era al servizio della Serenissima. Questi ebbe come premio della sua fedeltà, molti beni della famiglia Suardi. Antonello vendette il fabbricato il 20 gennaio 1444 ai fratelli Grazio e Martino Bertola fu Pietro dei Rota Negroni de la Pianca e a Guglielmo che commerciava stoffe nella vicinia di San Pancrazio al prezzo di 525 ducati
Nel 1887 il palazzo passando di proprietà dell'amministrazione comunale, fu completamente rivisitato trasformandolo in stazione della funicolare. Le più grandi modifiche furono eseguite nel cortile inferiore che fu riempito, il fabbricato vide l'aggiunta del loggiato e venne aperto il muro di sostegno che probabilmente era una delle testimonianze delle precedenti mura medioevali.

## Descrizione
Il palazzo a pianta rettangolare è composto da due distinti edifici uniti da quello che era un cortile interno a cui poi è stata aggiunta una copertura a volta con lucernari, ed è la parte d'arrivo e di partenza della funivia con le due sedi dei binari.

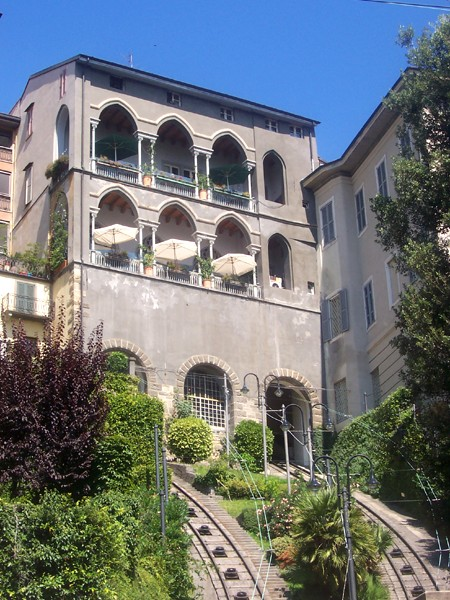
Facciata a sud del palazzo verso la parte bassa di Bergamo

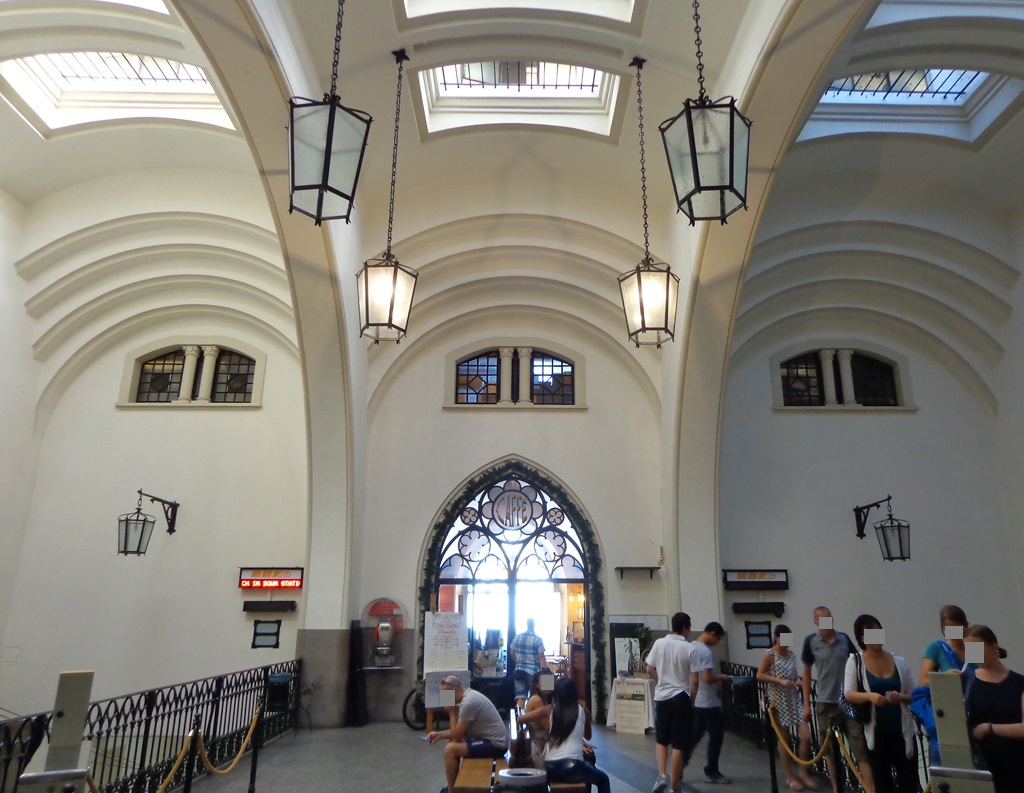
L'interno della stazione superiore della funicolare di Bergamo, nella parte alta della città

Il lato a nord che si affaccia verso piazza Mercato delle Scarpe, ha una zoccolatura in bugnato di pietre perfettamente squadrate che raggiunge il primo piano; le cinque aperture centinate, quattro ad arco ribassato e quella centrale a sesto acuto con serramenti scuri, terminano nella parte superiore, con un balconcino sorretto da tre mensole in pietra avente una piccola apertura, mentre sopra l'arcone centrale vi è un affresco raffigurante lo stemma Suardi, sono questi gli unici elementi che testimoniano l'originaria costruzione nel 1342 del committente Guidino de' Suardi.
I due piani superiori presentano entrambi tre aperture ad arco a tutto sesto però non corrispondenti.
La parte a sud si sviluppa su tre piani. Quello inferiore ha tre grandi aperture centinate a tutto sesto, due per il transito della carrozze della funicolare divise da quella centrale. I due piani superiori hanno ampi loggiati con aperture ad arco a sesto acuto poggianti su colonnine binate. Mentre il sottotetto presenta piccole aperture.